# Campodea egena
Campodea egena es una especie de hexápodo dipluro de la familia Campodeidae. Es endémica del noreste de la península ibérica (España).